# Деревеньки (Родниковский район)
Деревеньки — село в Родниковском районе Ивановской области России, входит в состав Филисовского сельского поселения.

## География
Село расположено близ автодороги 24К-090 Иваново — Родники в 3 км на запад от райцентра города Родники.

## История
Каменная Николаевская церковь в селе с колокольней и деревянной оградой была построена в 1847 году на средства прихожан. Престолов было четыре: в холодной — в честь святит. Николая Чудотворца, в приделах — на левой стороне в честь Успения Божией Матери, на правой — в честь Боголюбской иконы Божией Матери; в теплой — в честь св. блг. кн. Александра Невского. 
В конце XIX — начале XX века село входило в состав Горкинской волости Нерехтского уезда Костромской губернии, с 1918 года — в составе Иваново-Вознесенской губернии.
С 1924 года село являлось центром Деревеньковского сельсовета Родниковского района, с 1979 года — в составе Малышевского сельсовета, с 2005 года — в составе Пригородного сельского поселения, с 2009 года — в составе Филисовского сельского поселения.

## Население
| 1872 | 1897 | 1907 | 2002 | 2010 |
| ---- | ---- | ---- | ---- | ---- |
| 90   | ↗109 | ↗110 | ↘107 | ↘99  |

## Достопримечательности
В селе расположена недействующая Церковь Николая Чудотворца (1847).